# Firas Lahyani
Firas Lahyani, né le 16 juillet 1991 à Sfax, est un basketteur tunisien.
Formé au Sfax railway sport, il évolue au poste d'ailier fort. En 2012, il est le premier joueur de l'histoire de la Ligue II tunisienne à entrer dans l'équipe de Tunisie. En son sein, il dispute le tournoi qualificatif pour les Jeux olympiques d'été de 2016 et le championnat d'Afrique 2017. Il participe avec l'équipe de Tunisie aux championnats du monde 3×3 2014 en Russie ; il y remporte la médaille d'or du concours de dunk.
Le 1er février 2023, il retourne à l'Union sportive monastirienne.
En octobre 2023, il rejoint l'Association sportive de Salé sous la forme d'un prêt (sept matchs) pour la coupe arabe des clubs champions et perd la finale contre le Beirut Sports Club (75-86) à Doha au Qatar.

## Carrière
- 2006-2013 : Sfax railway sport (Tunisie)
- 2013-2022 : Union sportive monastirienne (Tunisie)
- 2022-2023 : Smouha Sporting Club (Égypte)
- depuis 2023 : Union sportive monastirienne (Tunisie)
  - 2023 : Association sportive de Salé[3] (Maroc)

## Palmarès

### Clubs
- Champion de Tunisie : 2019, 2020, 2021, 2022, 2023, 2024
- Coupe de Tunisie : 2020, 2021, 2022, 2023, 2025
- Super Coupe de Tunisie : 2024
- Médaille de bronze à la coupe d’Afrique des clubs champions 2017 ( Tunisie)
- Médaille de bronze à la coupe arabe des clubs champions 2019 ( Maroc)
- Médaille d'argent à la Ligue africaine 2021 ( Rwanda)
- Médaille d'or à la Ligue africaine 2022 ( Rwanda)
- Médaille d'argent à la coupe arabe des clubs champions 2023 ( Qatar)

### Sélection nationale
- Médaille d'or au championnat d'Afrique 2017 (Tunisie)

## Distinctions personnelles
- Médaille d'or du concours de dunk aux championnats du monde 3×3 2014
- Meilleure révélation du championnat de Tunisie lors de la saison 2013-2014
- Meilleur bloqueur de la coupe d'Afrique des clubs champions 2014 (avec 1,7 contre en moyenne par match)
- Meilleur ailier fort du championnat de Tunisie lors des saisons 2016-2017 et 2023-2024
- Meilleur joueur de la finale de la coupe de Tunisie 2016-2017
- Meilleur pivot de la finale de la coupe de Tunisie 2020-2021
- Meilleur ailier fort de la finale de la coupe de Tunisie 2024-2025